# Jacinto Benavente

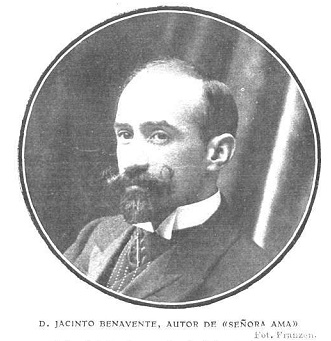
Jacinto Benavente

Jacinto Benavente y Martínez (12. srpna 1866, Madrid – 14. července 1954, Madrid) byl španělský dramatik a básník, nositel Nobelovy ceny za literaturu za rok 1922.

## Život
Benavente se narodil roku 1866 jako syn známého dětského lékaře. Studoval nejdříve práva, ale studia nedokončil. Po otcově smrti roku 1885 se vydal na cesty po Francii, Anglii a Rusku, které ovlivnily jeho zaměření na literaturu a divadlo a obohatily jeho tvůrčí rozlet. Po svém návratu do vlasti roku 1899 působil jako redaktor v několika novinách a časopisech. Svou literární dráhu začal roku 1892 sbírkou her pod názvem Teatro fantástico (Fantastické divadlo), poté vydal básnickou sbírkou Versos (1893, Verše) a povídkové knihy Vilanos (1893 , Chmýří) a Cartas de mujeres (1893, Dopisy žen), jejichž druhý svazek vydal roku 1902 a kterými získal pověst brilantního stylistika. Roku 1894 byla na jevišti uvedena jeho první divadelní hra El nido ajeno (Cizí hnízdo). Od té doby psal Benavente dvě až tři hry do roka, takže jich za svůj život napsal 172.
Benavente patřil společně s Píjo Barojou a Antoniem Machadem k nejvýznamnějším představitelům skupiny španělských myslitelů, básníků a spisovatelů označovaných jako „Generace 1898“, kteří si byli vědomi úpadkového stavu Španělska zejména po porážce v americko-španělské válce v roce 1898. Snažil se proto modernizovat španělskou divadelní scénu, povznést ji na evropskou úroveň, ale zároveň nepřetrhat pouta s tradicí. Svým nadáním, mimořádnou plodností, invencí a příměsí ironických a filozofických prvků získal doma i v cizině takovou proslulost, že byl společně s Luigi Pirandellem a G. B. Shawem považován za jednoho z nejpřednějších evropských dramatických autorů. Roku 1922 mu byla udělena Nobelova cena za literaturu „… za talent, jímž pokračuje ve slavných tradicích španělského dramatu“ (citace z odůvodnění Švédské akademie).
Benavente dokonale ovládal divadelní umění, ale problematika jeho prací bývá mnohdy povrchní. Satirické zaměření jeho her totiž působí spíše jako usměvavé škádlení než jako nemilosrdná kritika. Jádrem jeho tvory jsou mravoličné komedie, zaměřené na problematiku měšťanské společnosti, mnohdy se sklonem k sentimentálnímu konzervatismu, které se nejčastěji odehrávají v Madridu nebo v Moraledě, imaginárním kastilském provinčním městě. Benavente se ale věnoval i námětům vážným, a to nejen realistickým, ale i fantastickým a pohádkovým. Byl rovněž vynikajícím překladatelem Shakespeara, Molièra a Alexandra Dumase staršího.
Za španělské občanské války opustil s republikány Madrid, ale po Francově vítězství neemigroval. Byl ve Valencii zajat frankistickými oddíly, dopraven zpět do Madridu a tam držen v domácím vězení. Později se s režimem smířil a přijímal od něj i různá ocenění.
Jacinto Benavente zemřel roku 1954. Jeho sebrané dílo čítá jedenáct svazků. Dodnes jej někteří kritikové považují za španělského národního génia a jiní ho naproti tomu úplně odmítají.
Ačkoliv to nikdy veřejně nepřiznal, byla jeho homosexualita ve společnosti veřejným tajemstvím.

## Hlavní dramatická díla

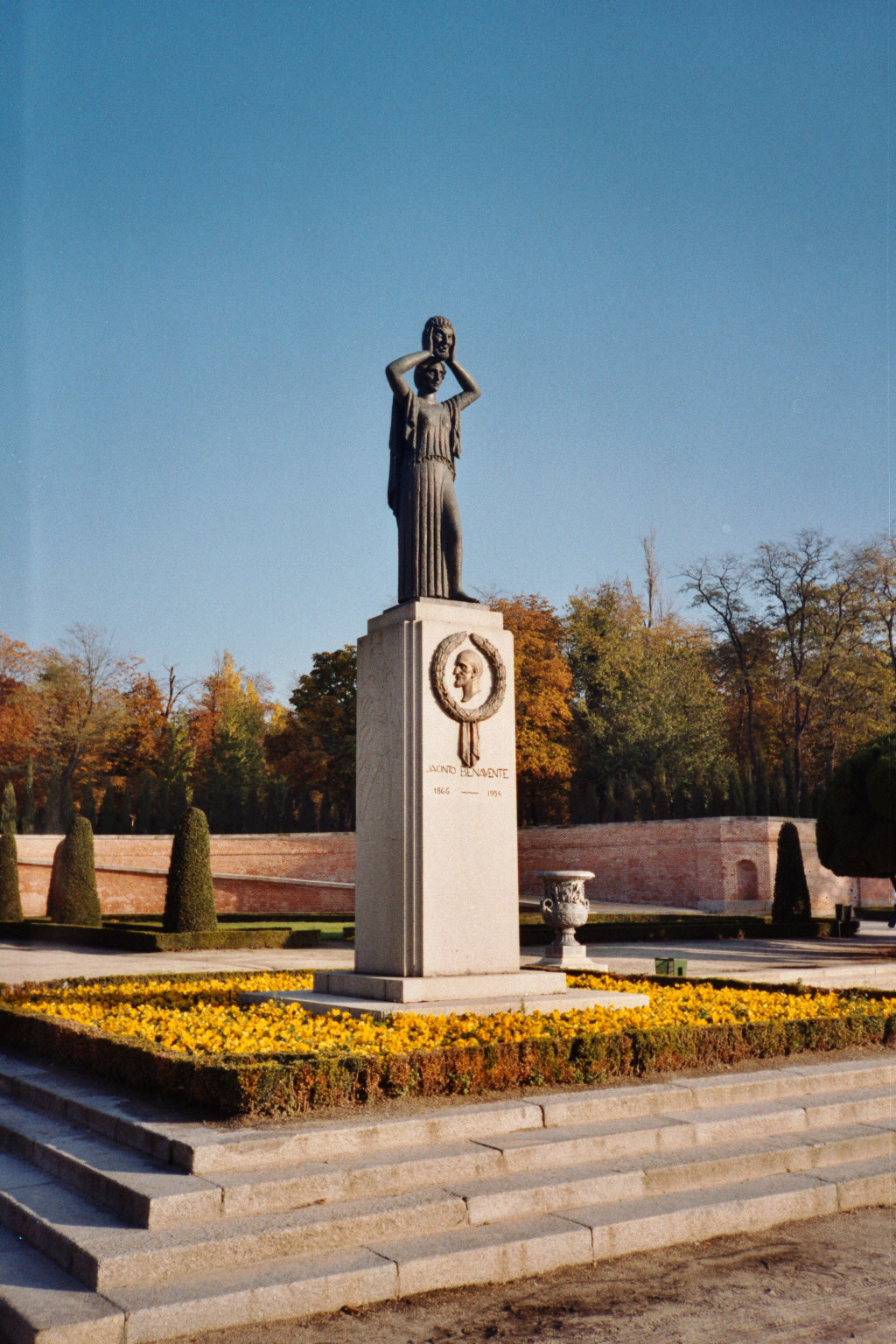
Památník Jacinta Benaventeho v Madridu z roku 1962.

- Teatro fantástico (1892, Fantastické divadlo)
- El nido ajeno (1894, Cizí hnízdo),
- Gente conocida (1896, Známí lidé), touto satirou na vyšší madridskou společnost se stal Benavenete uznávaným dramatikem.
- La Farándula (1897, Farandola),
- La gata de Anfora (1900, Angorská kočka),
- Lo cursi (1901, Směšnost),
- El primo Román (1901, Bratranec Roman),
- La Gobernadora (1901, Guvernérova žena),
- La Cenicienta (1902, Popelka), pohádková hra,
- La noce del sábado (1903, Sobotní noc),
- El dragón del fuegp (1904, Ohnivý drak),
- Rosas de otoňo (1905, Podzimní růže), sentimentální komedie,
- La princesa Bebé (1906, Princezna Bebé),
- Los incredes creados (1907, Vzbuzené zájmy), autorova nejznámější hra vyznačující se důmyslností technické výstavby, napodobující loutkové divadlo a využívající pravidla komedie dell'arte.
- Seňora ama (1908, Panímáma), realistická hra z venkovského prostředí,
- EL principe qu todo lo aprendió en libros (1909, Princ, který se všemu naučil v knihách), pohádková hra,
- La escuela de las princesas (1909, Škola princezen),
- El criado de don Juan (1911, Sluha dona Juana),
- La marquemida (1913, Nemilovaná),
- La verdad (1915, Pravda),
- La ciudad alegre y confiada (1916, Město veselí a lehkomyslnosti), pokračování hry Vzbuzené zájmy.
- La Mefistófela (1918, Mefistofela),
- La honra de los hombres (1919, Čest mužů),
- La virtud sospechosa (1924, Podezřelá ctnost),
- De muy buena familia (1931, Z velice dobré rodiny),
- Santa Rusia (1932, Svatá Rus),
- La novia de nieve (1934, Sněhová nevěsta), pohádková hra,
- Bolitas de nieve (1935, Sněhové kuličky),
- Lo increible (1940, Neuveřitelné),
- La infanzona (1945, Šlechtična),
- Abdicación (1948, Abdikace),
- El alfiler en la boca (1954, Špendlík v ústech),
- Hijos, padres de sus padres (1954, Synové, otci a jejich rodiče).

## Česká vydání
- Vzbuzené zájmy, Divadelní knihovna zahraničního měsíčníku Slavia, 1916, překlad A. V. Bejček,
- Vzbuzené zájmy, Nakladatelské družstvo Máje, Praha 1939, překlad R. J. Slabý,
- Vzbuzené zájmy, Státní divadlo Brno 1976, překlad Vladimír Mikeš.